# Mannagettaea
Mannagettaea är ett släkte av snyltrotsväxter. Mannagettaea ingår i familjen snyltrotsväxter.
Kladogram enligt Catalogue of Life:
| Mannagettaea | \| \| Mannagettaea hummelii \| \| \| \| \| \| Mannagettaea labiata \| \| \| \| |
|              | \| \| Mannagettaea hummelii \| \| \| \| \| \| Mannagettaea labiata \| \| \| \| |
|              | Mannagettaea hummelii                                                          |
|              |                                                                                |
|              | Mannagettaea labiata                                                           |
|              |                                                                                |